# Scotophilus tandrefana
Scotophilus tandrefana är en fladdermus i familjen läderlappar som förekommer på Madagaskar. Artepitet i det vetenskapliga namnet är bildat av de inhemska orden för "från väst".
Denna fladdermus skiljer sig från andra släktmedlemmar genom avvikande pälsfärg och avvikande detaljer av skallens och tändernas konstruktion. Den har 44 till 47 mm långa underarmar och mörkbrun päls på ovansidan samt brun päls på undersidan och på strupen. Exemplaret som hittades 2003 var med svans 111 mm lång, svanslängden var 46 mm och vikten var 14,2 g. Djuret hade 7 mm långa bakfötter och 13 mm långa svartaktiga öron.
Arten är bara känd från två exemplar som hittades 1868 respektive 2003 i låglandet på västra Madagaskar. Regionen ligger upp till 100 meter över havet och är täckt av torr lövfällande skog.
Nära den senare upphittade individens fyndplats finns en nationalpark. IUCN listar Scotophilus tandrefana med kunskapsbrist (DD).